# There's a kind of hush
«There's a Kind of Hush» es una canción escrita por Les Reed y Geoff Stephens en 1966. Fue popularizada en 1967 por la banda británica Herman's Hermits y años más tarde, en 1976 por el dúo estadounidense The Carpenters, que la incluyó en su séptimo álbum de estudio, al que dio título.

## Versión original
La canción fue presentada en el álbum de 1966, Winchester Cathedral por el grupo de Geoff Stephens, The New Vaudeville Band. La primera versión individual de "There's a Kind of Hush" fue grabada en 1966 por Gary and the Hornets, un grupo adolescente de Ohio cuya versión titulada "A Kind of Hush" producida por Lou Reizner se convirtió en un éxito regional en enero de 1967. Sin embargo, una versión de la banda británica Herman's Hermits lanzada en Estados Unidos en febrero de 1967 fue la que daría definitivamente el éxito al tema, que alcanzó el Top 30 del Billboard Hot 100 en tres semanas y llegando al número cuatro de la lista. En abril de este mismo año las ventas en Estados Unidos alcanzarían el millón de copias, logrando la certificación de disco de oro. En el Reino Unido el sencillo alcanzó la séptima posición de las listas de éxitos.

## Versión de The Carpenters
The Carpenters grabaron una versión del tema, retitulada "There's a Kind of Hush (All Over the World)", para su álbum de 1976, A Kind of Hush. La canción fue lanzada como sencillo, alcanzando el número 12 en la lista Billboard Hot 100. En la lista Adult Contemporaryllegó al número 1, convirtiéndose en el decimotercer sencillo de The Carpenters en lograrlo.

## Otras versiones
El tema ha sido grabado por numerosos artistas. Entre las versiones más destacadas se encuentran las de Matt Monro, Engelbert Humperdinck, Peter Noone, Barry Manilow o Perry Como. El director de orquesta francés Paul Mauriat grabó una versión instrumental de tema en 1976. El cantante Karel Gott realizó una versión en checo con el título de "Pozehnej, Boze muj" y Anne Kakim lo hizo en alemán bajo el título de "Küss Mich Einmal Nur". Los brasileños Década Explosiva grabaron una versión en portugués titulada "Só Eu E Você". El cantante y compositor chileno Buddy Richard grabó una versión en español titulada "Dulcemente". En 2016 la cantante australiana Dami Im realizó un álbum con versiones de The Carpenters en la que se hallaba incluida esta canción.